# 侯雅丽
侯雅丽，中华人民共和国政治人物、全国脱贫攻坚先进个人。

## 生平
侯雅丽任中国人民银行机关工会主席、扶贫办负责人。因在脱贫攻坚战中作出突出贡献，2021年2月25日全国脱贫攻坚总结表彰大会上，侯雅丽被授予“全国脱贫攻坚先进个人”。